# Calage altimétrique
Pour les articles homonymes, voir Calage.

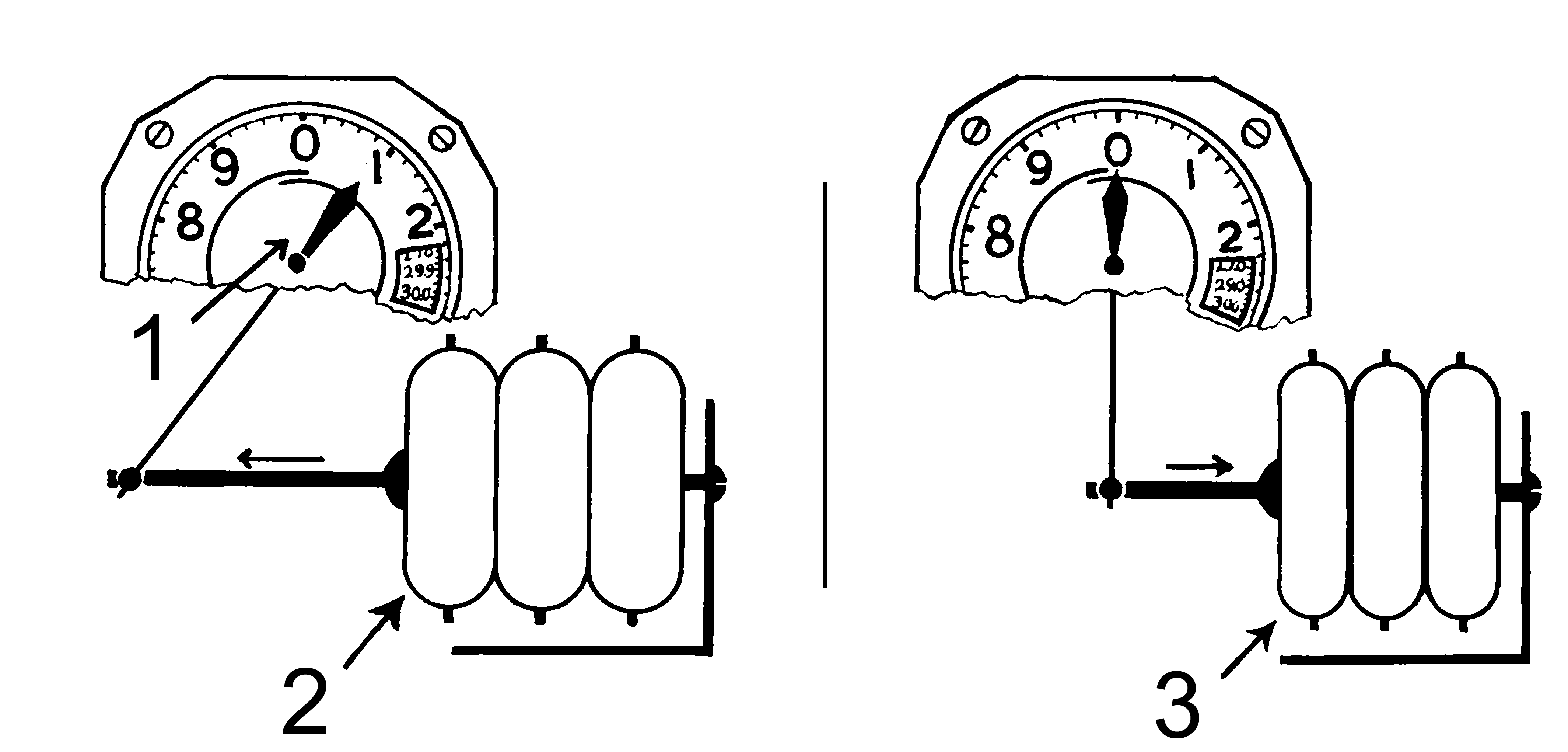
Principe de fonctionnement d'un altimètre anéroïde qui sera calibré avec le calage altimétrique.

Le calage altimétrique, ou calage de l'altimètre, est la valeur de la pression atmosphérique utilisée pour régler la position de l'échelle secondaire d'un altimètre anéroïde afin qu'il indique la hauteur d'un aéronef au-dessus d'une surface de référence connue. Cette référence peut être le niveau de la mer, ce qui donnera le QNH, le niveau du sol de l'aéroport le plus près sous l'aéronef, donnant le QFE, ou la pression standard atmosphérique de 1 013,25 hPa ou 29,92 pouces de mercure (po Hg) qui donnera le niveau de vol standard.
Le calage altimétrique QNH est une des valeurs incluses dans les messages METAR d'une station météorologique.